# Papamobile (film)
Pour le véhicule, voir Papamobile.
Pour plus de détails, voir Fiche technique et Distribution.
Papamobile est une comédie franco-belgo-allemande réalisée par Sylvain Estibal et sortie en 2025,,,

## Synopsis
Un faux pape est enlevé par un cartel mexicain lors d'une tournée en papamobile. Le supposé Saint-Père découvre la personnalité mystique de la cheffe du cartel et les activités de son gang, avant que celle-ci ne révèle l'imposture.

## Fiche technique
Sauf indication contraire, les informations mentionnées dans cette section peuvent être confirmées par les bases de données cinématographiques IMDb et Allociné,  présentes dans la section « Liens externes ».
- Titre original : Papamobile
- Réalisation : Sylvain Estibal
- Scénario : Sylvain Estibal et Myriam Tekaïa
- Production : Jean Bréhat
- Sociétés de production : Tessalit Productions, Le Bureau, Furyo Films
- Société de distribution : The Jokers
- Budget : 1,2 million d'euros
- Pays de production :  France,  Belgique,  Allemagne
- Langue originale : français
- Format : comédie
- Durée : 85 minutes
- Dates de sortie :
  - France : 13 août 2025

## Distribution
- Kad Merad : le faux pape / le vrai pape
- Myriam Tekaïa : la cheffe du cartel

## Production
Le film, tourné en 24 jours au Mexique en 2023, a été réalisé avec un budget de 1,2 million d'euros, corrigé par Sylvain Estibal contre 2,9 millions initialement annoncés. Kad Merad et Myriam Tekaïa, l'actrice principale, ont accepté une participation financière, et plusieurs techniciens (mixage, VFX) ont travaillé gratuitement par sympathie. Le tournage a utilisé l'ancien palais présidentiel mexicain[Lequel ?], mis à disposition par le ministère de la Culture mexicain. Le film a bénéficié d'un financement de 30 000 €  de la part du CNC, et repose également sur des fonds privés. Du fait de la médiocrité de ce long métrage, sa sortie a été limitée par le distributeur The Jokers qui n'a pas engagé les 200 000 euros de frais de promotion,.
Le film se veut une comédie au ton décalé et revendique un style « nanar »,.

## Accueil
Le film reçoit des critiques négatives, et il est même qualifié de « raté » et « pas drôle » par le producteur Jean Bréhat, tandis que Sylvain Estibal défend son originalité, dénonçant une « sortie sabordée ». Projeté dans seulement 7 cinémas français à sa sortie, il suscite une polémique entre producteur et réalisateur,.
Le film est acheté par OCS pour une diffusion en 2025 et Amazon Prime Video en 2026,.